# Biała Armia (1948–1949)
Biała Armia (rum. Armata Albă) – rumuńska organizacja antykomunistyczna w latach 1948–1949.
Została założona w 1948 r. w mieście Kluż-Napoka przez b. kapitana marynarki wojennej Alexandru Suciu. Składała się prawdopodobnie z ok. 100 członków (nauczycieli, kupców, studentów, duchownych, chłopów, b. wojskowych). Przywódcami byli - oprócz A. Sociu - Gheorghe Mureșan, Lazar Bondor i Ionel Manu. Miała silne oparcie w okolicznych wsiach. Posiadała charakter monarchistyczny. Opowiadała się za obaleniem reżimu komunistycznego i przywróceniem na tron króla Michała I. W dokumentach organów bezpieczeństwa występowała pod nazwami "Partizanii Regelui Mihai" lub "Partizanii Majestatii Sale Regele Mihai I". Nawiązała bliskie kontakty z inną nielegalną organizacją antykomunistyczną Biała Gwardia (Garda Albă), działającą w okręgu Hunedoara. W maju 1949 r. w wyniku zdrady Biała Armia została rozbita przez Securitate. Aresztowano 74 jej członków, których skazano na kary śmierci lub wieloletniego więzienia. Niektórzy członkowie organizacji, którzy uniknęli schwytania, zbiegli do Doliny Someșului w rejonie Kluż-Napoki, gdzie prowadzili zbrojną aktywność.